# Mohammed Benhammou (universitaire)
Pour les articles homonymes, voir Benhammou.
Ne doit pas être confondu avec Mohamed Benhamou.
 (septembre 2016).
Si vous disposez d'ouvrages ou d'articles de référence ou si vous connaissez des sites web de qualité traitant du thème abordé ici, merci de compléter l'article en donnant les références utiles à sa vérifiabilité et en les liant à la section « Notes et références ».
Mohammed Benhammou est un universitaire et politologue marocain né le 9 novembre 1957.
Professeur à l'université Mohammed V - Souissi de Rabat, il est un expert international sur les questions de sécurité et de terrorisme.

## Biographie

### Études
Né le 9 novembre 1957, Mohammed Benhammou a vécu sa petite enfance en France puis a suivi ses études primaires et secondaires à Salé.
Cet ancien élève de l'École nationale d'administration (ENA) de Paris est aussi diplômé de l'université de Montpellier (France) : il est titulaire d’un doctorat d’État en droit, avec une thèse préparée sous la direction de Georges Pequigniot, d’un diplôme de sciences politiques, et a préparé un doctorat de 3e cycle en relations internationales. Il a aussi obtenu le diplôme de l’École nationale d’administration publique de Rabat.

### Fonctions occupées
Mohammed Benhammou a le poste d’inspecteur au contrôle financier auprès du ministère des Affaires étrangères puis celui d’inspecteur des finances au Contrôle général des engagements de dépense de l’État. Il a été chargé d’études, et conseiller auprès du ministre des Affaires administratives.
En tant que professeur, il a enseigné les sciences politiques, l'évaluation des politiques publiques, les relations internationales, l’introduction aux études stratégiques et les mutations géopolitiques dans les universités françaises de Tours et de Blois, à l’université Mohammed V-Souissi ainsi qu’à l’École nationale d’administration publique de Rabat.
Ancien vice-doyen de la Faculté de droit de Salé, il est l’actuel chef du Département de droit public. Directeur de recherche de dizaines de mémoires et thèses au Maroc et en France, et membre de comités scientifiques de plusieurs institutions, il a animé en tant qu’encadrant plusieurs séminaires de formation, et a réalisé des travaux et recherches, des analyses et conférences.
Ancien vice-président de l’organisation internationale Formateur sans frontières, chargé du réseau international des experts et consultants, il a été consultant en gestion publique. 
Il a été le président fondateur de l’Association marocaine des anciens élèves de l’ENA de Paris. Il a été membre fondateur du Réseau méditerranéen pour la démocratie siégeant au Caire et du Réseau des démocrates arabes.
Mohammed Benhammou a occupé le poste de président du Centre Lyoussi pour les études et recherches politiques. Actuel président de l’Observatoire marocain pour la citoyenneté et la démocratie (OMCD), il est aussi le président du Centre marocain des études stratégiques (CMES).
Il a participé en tant qu’intervenant à plusieurs colloques et conférences internationaux (Europe, Amériques, Asie et Afrique) sur divers thèmes : « Réformes et Démocratie », « Modernisation de l’État dans le monde arabe », « Les Extrémismes », « La Sécurité » et « Le Terrorisme ».

## Sources
- « http://www.lagazettedumaroc.com/articles.php?r=2&sr=1026&n=585&id_artl=17583 »(Archive.org • Wikiwix • Archive.is • Google • Que faire ?)
- « http://www.maroc-hebdo.press.ma/MHinternet/Archives_457/html_457/bilan.html »(Archive.org • Wikiwix • Archive.is • Google • Que faire ?)
- « http://www.promed.org/conferences_2007/rabat.pdf »(Archive.org • Wikiwix • Archive.is • Google • Que faire ?)